# 오울루 공항

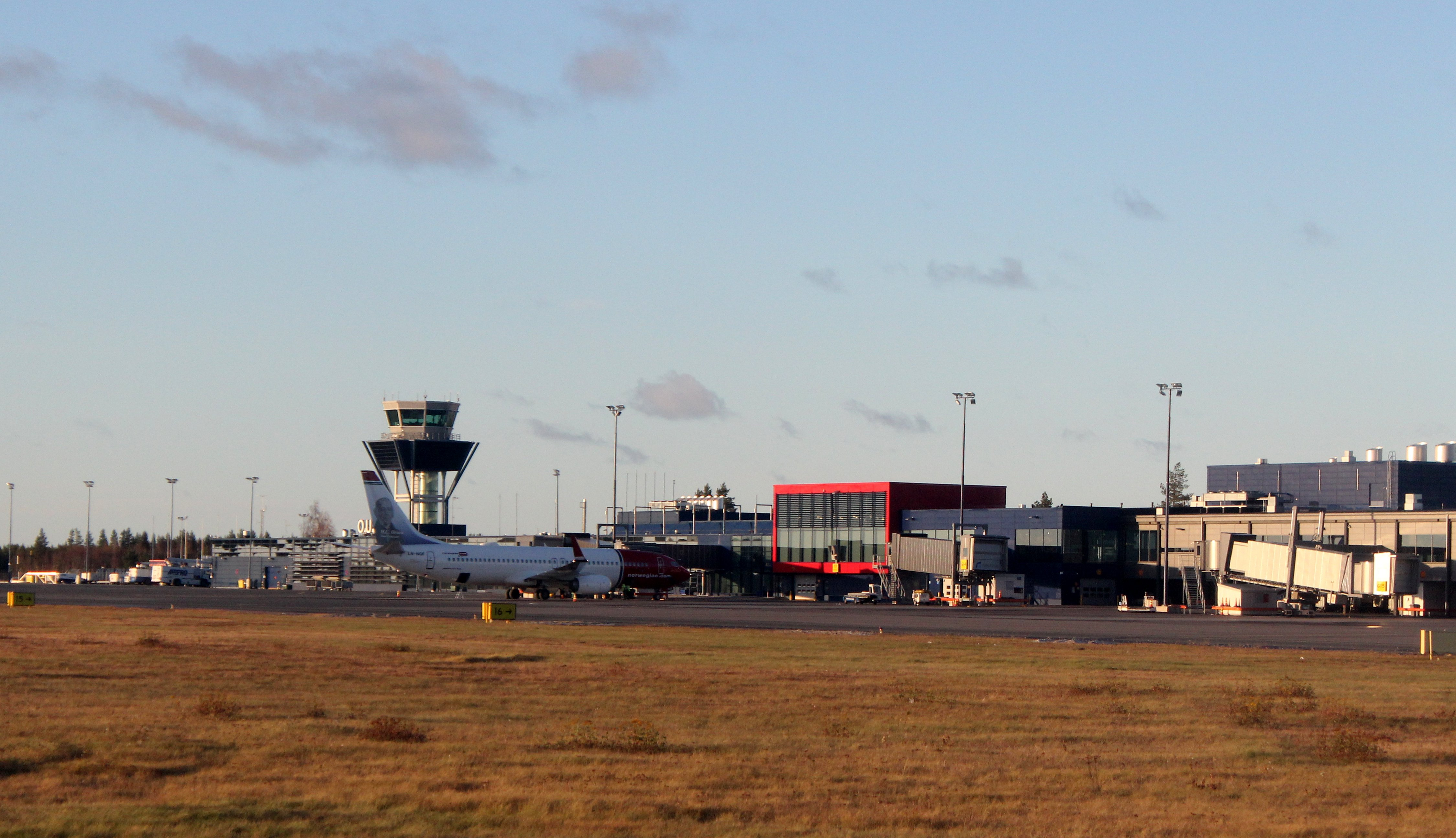

오울루 공항(Oulu Airport, IATA: OUL, ICAO: EFOU)은 핀란드 오울루에 위치한 공항으로, 도시 중심부로부터 남서쪽으로 5.7 NM 떨어진 곳에 위치해 있다. 이 공항은 승객 수 면에서 헬싱키 반타 국제공항에 이어 핀란드에서 두 번째로 분주한 공항이다. 헬싱키로 향하는 일일 항공편이 약 20개이다.